# Југид-ва
Југид-ва (рус. Югыд ва) је национални парк у Комији, у конститутивном субјекту Руске Федерације. Други је по величини национални парк у Русији после Берингије основане 2013. године.

## Историја
Парк је основала Влада Руске Федерације 23. априла 1994. године, са циљем заштите и рекреативне употребе бореалне четинарске шуме у Северном Уралу.
Подручје националног парка Југид-ва и природног резервата Печора-Иљич уписано је на Унеско-в списак места Светске баштине у Европи 1995. године под називом Комијска прашума.

## Дивљина
Више од половине парка прекривено је бореалном четинарском шумом; остатак је најчешће тундра, на већој надморској висини. Постоји око 20 km² ливада, углавном се налазе у речним долинама.
Око 180 врста птица живи у парку, неке од њих су прилично ретке. За двадесет врста риба је познато да насељавају реке и језера у парку. Пет врста водоземаца и једна врста гмизавца живи у парку.
Међу најчешћим сисарима у парку спадају: бели зец, летећа веверица, ирвас, велика ласица, видре, лос, вук, лисица, ждеравац, медвед, куна златица, ласице, поларна лисица.

## Туризам
Најчешћи туристички видови рекреације у парку су сплаварење, вожње чамцем, и пешачење током лета, а нордијско скијање зими. Дозвољен је ограничени лов, али се дозволе морају затражити неколико месеци раније.
Због удаљеног положаја парка, стопа туризма и даље је доста ниска. Према менаџменту парка, сваке године парк посећује око 4.000 туриста, што је много мање од потенцијалног рекреативног капацитета парка. Менаџмент је био забринут због чињенице да корисничке накнаде (око 2,4 милиона рубљи (око 100.000 америчких долара) годишње) не покривају трошкове одржавања парка (око 5 милиона рубљи (око 200.000 долара) годишње).